# 葉拉雷·圖格扎諾夫
葉拉雷·盧克帕諾維奇·圖格扎諾夫（羅馬化：Eraly Lūqpanūly Toğjanov；1963年5月13日—），是一位哈薩克斯坦政治人物。他曾經在2019年9月16日至2020年2月11日期間擔任哈薩克斯坦工會聯合會主席，並自2020年2月11日起出任該國副總理。

## 早年生活和教育
圖格扎諾夫於1963年5月13日在蘇聯哈薩克蘇維埃社會主義共和國烏拉爾斯克州恰巴耶夫區沙加泰（現哈薩克斯坦西哈薩克斯坦州捷列季區沙加泰）出生，大學時期於卡拉干達國立大學修讀法律學系並在1988年順利畢業和考取律師資格，之後他也曾經於1991年11月至1994年11月期間在哈薩克斯坦國立科學院國家與法律學院深造，並憑《西伯利亞哈薩克族地區管理以及其於俄羅斯東部政策的地位（1822年至1868年）》（Управление областью сибирских казахов и его место в восточной политике России (1822-1868)）一文在1995年獲得由某所學校頒發的法學副博士學位。

## 仕途
圖格扎諾夫於1991年11月至1998年9月擔任卡拉干達國立大學國家與法律理論和歷史系講師一職，任內曾經在1994年11月至1996年3月期間以及1996年3月至1997年7月期間分別另行兼任哈薩克斯坦國立科學院國家與法律學院研究員以及哈薩克國立法律大學（現KAZGUU大學）國家行政與國際法律學院高級講師和副院長。1997年4月，他成為哈薩克國立法律大學國際法律學院院長，兩年三個月後轉任分院院長，接著再於2000年10月調往該校法律與國家行政學院出任院長。
2001年2月，圖格扎諾夫離開教育行業，改為擔任卡拉干達州副州長，五年後獲調往首都阿斯塔納（現努爾蘇丹）出任中央政府司法部宗教事務委員會主席，其後在2008年2月轉任總統辦公廳民族和睦大會副主席和秘書處主任職務長達九年。2017年3月，他被調往曼格斯套州擔任該州州長，兩年半後成為哈薩克斯坦工會聯合會主席。
2020年2月11日，哈薩克斯坦第二任總統卡西姆若馬爾特·托卡耶夫簽署第265號總統令，任命圖格扎諾夫為副總理。後來托卡耶夫總統又於同年5月27日再次簽署第340號總統令，決定成立總統直屬國家經濟增長恢復委員會並委任圖格扎諾夫為成員之一。

## 榮譽
圖格扎諾夫曾經獲得二級友誼勳章、傑出勞動獎章、帕拉薩特獎章以及「哈薩克斯坦共和國獨立10週年」（Қазақстан Республикасының тәуелсіздігіне 10 жыл）紀念獎章。